# 勇人 (ファッションモデル)
勇人（はやと、1976年8月16日 - ）は、日本の俳優、ファッションモデル。
東京都出身。ビーナチュラル所属。
趣味はスケート、散歩。
以前は「根岸勇人」という名前で俳優活動していた。2004年頃からモデルを始める。またバンド活動もしている。

## 出演

### ドラマ
- 無能の人（テレビ東京）
- ハッピーマニア（フジテレビ、1998年）
- 美少女H3　第1作「血のような眼」（フジテレビ、1999年）吉岡役
- 天国のKiss（テレビ朝日、1999年）
- サイコメトラーEIJI2（日本テレビ、1999年）ハヤト役
- バーチャルガール（日本テレビ、2000年）
- 池袋ウエストゲートパーク（TBS、2000年）
- QUIZ（TBS、2000年）
- 花村大介（フジテレビ、2000年）
- 真夏のメリークリスマス）TBS、2000年）
- オヤジぃ。（TBS、2000年）
- ストロベリー・オンザ・ショートケーキ（TBS、2001年）
- 百獣戦隊ガオレンジャー（テレビ朝日）男役
- 救命病棟24時（フジテレビ、2001年）玉坂時夫役
- 整形美人。（フジテレビ、2002年）
- 聴覚室「タイムカプセル」「大浴場」「殺し屋サブ」（フジテレビ）
- 逮捕しちゃうぞ（テレビ朝日、2002年）
- ネコナデ（tvk、2008年）石黒サトシ役

### CM
- ユニクロ

### 舞台
- P.T.S.D　神風サスケ役
- 鏡の魚　工藤役
- PUNK-PUNK-PUNK　日本一役

## モデルとしての活動

### 雑誌
- MEN'S NON-NO
- smart
- smart MAX
- HUgE
- COOL TRANS
- GET ON!
- ホットドッグ・プレス
- The COVER
- Samurai magazine
- relax

### ショー
- PUBLIC IMAGE
- タケオキクチ